# Казаков, Василий Иванович (маршал артиллерии)
Васи́лий Ива́нович Казако́в (6 [18] июля 1898, деревня Филиппово, ныне в составе Бутурлинского района Нижегородской области — 25 мая 1968, Москва) — советский военачальник, маршал артиллерии (1955). Герой Советского Союза (06.04.1945). Депутат Верховного Совета СССР 2-го созыва (1946—1950).

## Детство и юность
Из крестьянской семьи, отец — Казаков Иван Васильевич (1875—1931), работал кочегаром в пароходной компании, дворником, извозчиком в Петербурге, мать — Евдокия Андреевна (урожд. Ларина) (1876—1966). Русский.
Из-за бедности семьи родители вскоре после его рождения уехали на заработки в Санкт-Петербург, оставив Василия на воспитании в деревне у бабушки. В 8 лет они забрали его к себе. Окончил 4 класса церковно-приходской школы. С июля 1911 года работал «мальчиком» (посыльный, разносчик, подсобный рабочий) в акционерном обществе «Сименс и Гальске», с сентября 1912 года — ученик на фабрике «Отто Кирхнер», с мая 1913 года — рабочий электромеханического завода «Гейслер».

## Первая мировая война
В мае 1916 года призван на срочную службу в Русскую императорскую армию. Служил в 180-м запасном пехотном полку в Петрограде, с ноября того же года — в 1-м запасном дивизионе в Луге. Вскоре в составе 433-го Новгородского пехотного полка направлен в действующую армию, участвовал в Первой мировой войне в составе войск Северного фронта. Воевал в районе Риги, получил контузию в бою.
В феврале 1917 года был переведён обратно в 180-й запасной пехотный полк в Петроград, где принял активное участие в событиях Февральской революции и в других последовавших за ней революционных событиях. С июля по сентябрь 1917 года вновь воевал на Северном фронте. В условиях начавшегося развала армии в декабре 1917 года рядовой Казаков демобилизовался, остался в Петрограде, работал служащим в управлении бывшими частными банками.

## Гражданская война
Сразу после издания декрета о создании Красной армии одним из первых добровольцем записался в неё. Служил красноармейцем в 1-м артиллерийском Петроградском дивизионе. В ноябре 1918 года окончил 2-е Советские Петроградские артиллерийские курсы. С 1918 года служил в 6-й стрелковой дивизии Московского военного округа, в военное время последовательно был командиром артиллерийского взвода, помощником командира батареи, командиром батареи, начальником школы младшего начсостава артиллерии дивизии. Вместе с частями дивизии дважды перебрасывался на наиболее угрожаемые участки Гражданской войны. Воевал на Северном и Западном фронтах, участвовал в советско-польской войне.

## Межвоенный период
Продолжал службу в 6-й стрелковой дивизии до 1927 года, был начальником арттранспорта дивизии, начальником разведки 6-го артиллерийского полка, начальником полковой школы. В 1925 году окончил Высшую артиллерийскую школу в Ленинграде, впоследствии стремился к повышению своего военного образования, трижды окончил различные курсы усовершенствования комсостава (в 1929, 1936, 1939 годах), а в 1934 году окончил Военную академию имени М. В. Фрунзе.
С августа 1927 года служил в 1-й Московской Пролетарской стрелковой дивизии Московского военного округа, был командиром артдивизиона артиллерийского полка, командиром учебного артдивизиона, помощником командира артиллерийского полка по строевой части. С февраля 1933 — командир 1-го артиллерийского полка, затем начальник артиллерии 1-й Московской Пролетарской стрелковой дивизии. С августа 1939 года — начальник артиллерии 57-го стрелкового корпуса (Московский военный округ), а с июля 1940 года — 7-го механизированного корпуса там же.

## Великая Отечественная война

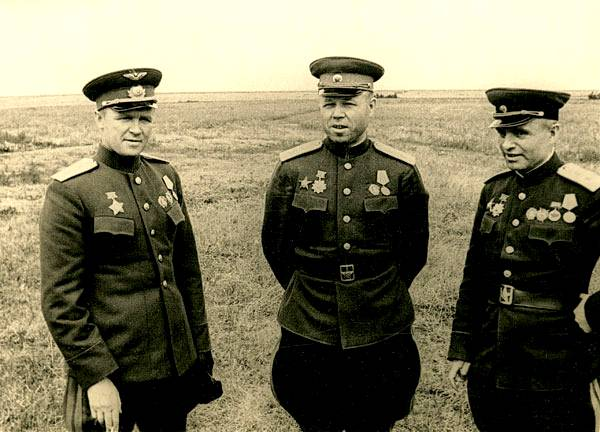
1-й Белорусский фронт. Генерал-полковник авиации Руденко С.И., генерал-полковник Малинин М.С., генерал-полковник артиллерии Казаков В.И., 1944 год.

В Великую Отечественную войну вступил в июле 1941 года в должности начальника артиллерии 7-го механизированного корпуса на Западном фронте в Лепельском контрударе, вскоре назначен начальником артиллерии оперативной группы К. К. Рокоссовского в районе Ярцево, с августа 1941 года начальник артиллерии 16-й армии Западного фронта. Хорошо проявил себя в тяжёлых оборонительных боях первого периода войны (Смоленское сражение, битва за Москву). Для борьбы с немецкими танками предложил идею комбинированных противотанковых опорных пунктов, в которых взаимно дополняли друг друга огонь противотанковой и тяжёлой артиллерии, а также ружейно-пулемётный огонь против вражеской пехоты. Впоследствии создание таких опорных пунктов стало обязательным требованием в организации обороны во всей действующей армии. Кроме того, был противником равномерного сосредоточения артиллерии по всему фронту обороны, всегда стремился к её массированному применению на наиболее угрожаемых участках. Требовал высокой манёвренности артиллерии как на поле боя, так и по всей армейской полосе обороны. В обучении личного состава придерживался принципа взаимозаменяемости — любой боец артиллерийского расчёта должен уметь в любую минуту заменить любого выбывшего из строя товарища, вплоть до командира орудия. Все эти требования Казакова нашли полное понимание и поддержку командующего армией К. К. Рокоссовского. Казаков и Рокоссовский исключительно успешно сработались друг с другом, и почти до самого конца войны Казаков служил вместе с Рокоссовским.
С июля 1942 года — начальник артиллерии Брянского фронта. С октября 1942 года сражался в Сталинградской битве, будучи начальником артиллерии Сталинградского и Донского фронтов. При подготовке артиллерийской подготовки в начале операции «Кольцо» разработал с учётом опыта войны принципиально новую схему артподготовки: продолжительность в 55 минут вместо ранее принятых в 2-2,5 часа, максимальное задействование всей артиллерии в артподготовке и высокая интенсивность огня, отказ от ранее широко практиковавшихся пауз и ложных переносов огня. При этом ему пришлось выдержать жёсткий конфликт с представителями ГАУ генералами А. К. Сивковым и И. Д. Векиловым, требовавшим проведения артподготовки в соответствии с устаревшими нормативными документами. Доложив о конфликте командующему фронтом К. К. Рокоссовскому, Казаков с ним обратился к представителю Ставки ВГК Н. Н. Воронову, которого убедил утвердить новую схему артподготовки.
С февраля 1943 года — командующий артиллерией Центрального фронта. Артиллеристы фронта прославились быстрым истреблением ударных танковых группировок врага на северном фасе Курской битвы, успешно поддерживали наступавшие советские войска в битве за Днепр. Сохранил свой пост при переименованиях фронта в октябре 1943 года в Белорусский фронт, а в апреле 1944 года — в 1-й Белорусский фронт, воевал на этом фронте до окончания войны. За наступательный период войны сыграл одну из ключевых ролей в десятках фронтовых и стратегических наступательных операций, из которых наиболее грандиозными являются Белорусская, Висло-Одерская, Восточно-Померанская и Берлинская стратегические операции.
Звание Героя Советского Союза присвоено 6 апреля 1945 года за отличия в Висло-Одерской операции: умело организовал управление огнём артиллерии фронта на направлении главного удара, лично руководил её использованием в боях за город-крепость Познань.

## Послевоенная служба

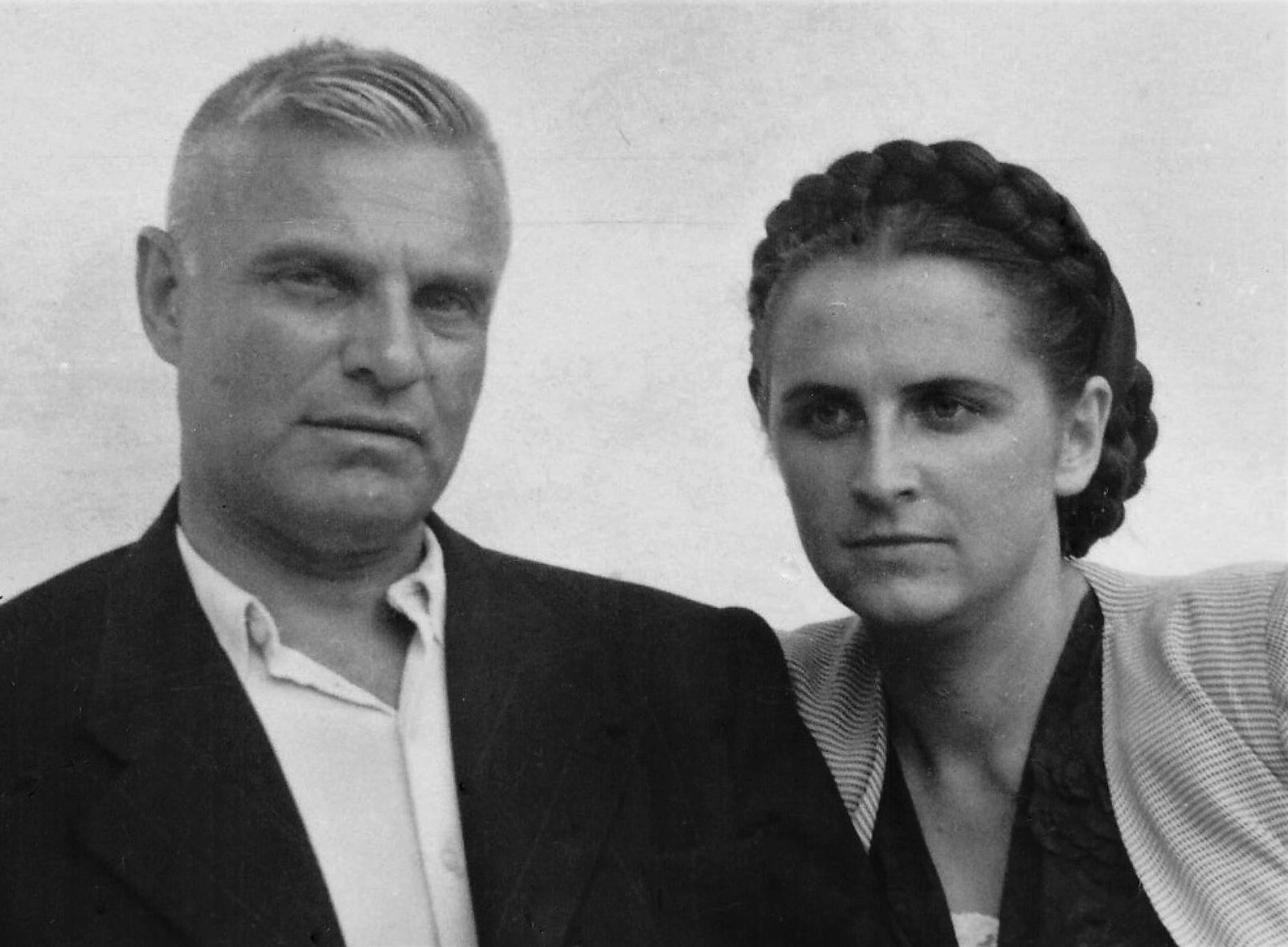
Василий Иванович Казаков с супругой Светланой Павловной на отдыхе в Сочи

После Победы с июля 1945 года — командующий артиллерией Группы советских оккупационных войск в Германии. С марта 1950 года — первый заместитель командующего артиллерией Советской Армии. С января 1952 года — командующий артиллерией Советской Армии. С апреля 1953 года — вновь заместитель командующего артиллерией Советской Армии. Воинское звание маршал артиллерии присвоено 11 марта 1955 года. С октября 1958 года — начальник Войск противовоздушной обороны Сухопутных войск, будучи первым начальником этого нового рода войск, провёл их становление на высоком уровне.
С апреля 1965 года — военный инспектор-советник Группы генеральных инспекторов Министерства обороны СССР. 
Скончался 25 мая 1968 года. Похоронен на Новодевичьем кладбище в Москве.
Член РКП(б) с 1918 года, в 1923 году исключён во время чистки партии, в 1932 году вторично принят в партию. Депутат Верховного Совета СССР 2-го созыва (1946—1950). Автор ряда книг.

## Семья
Первая жена — Евдокия Алексеевна Казакова (Коростелова) (1904—?).
- Сын — Виктор Васильевич Казаков (28.08.1922—26.08.2000), воевал на фронте, окончил службу в звании генерал-лейтенанта артиллерии. 
  - Внук — Сергей Викторович Казаков, офицер—артиллерист.

Гражданская жена — Галина Павловна Шишманева (1911—1943), майор медицинской службы, погибла во время налёта немецко-фашистской авиации на штаб фронта в 1943 году. Похоронена в г. Курске, шефство над могилой с 2015 года осуществляют студенты КГМУ.
Вторая жена — Светлана Павловна Смирнова (26.12.1924 — 4.10.2019), связист штаба фронта, в первые дни войны потеряла при бомбёжке в Севастополе всю свою семью. Похоронена рядом с мужем в Москве на Новодевичьем кладбище.  
- Дочь — Светлана Васильевна Казакова (род. 1949, Потсдам)
- Дочь — Тамара Васильевна Казакова (род. 1959, Москва). Окончила Академическое музыкальное училище при Московской консерватории и ГМПИ им. Гнесиных. Музыковед. Работала главным экспертом Международной благотворительной программы «Новые имена» Российского фонда культуры. В настоящее время – заместитель директора Академического музыкального колледжа при Московской государственной консерватории им. П.И. Чайковского. Директор Ансамбля солистов «Премьера» (худ. руководитель и дирижер – Игорь Дронов). Т. В. Казакова – член правления Регионального благотворительного Фонда содействия сохранению памяти полководцев Победы в Великой Отечественной войне.

Всего у Василия Ивановича было семеро детей: трое родных и четверо усыновлённых.

## Награды
- Герой Советского Союза (6.04.1945).
- Четыре ордена Ленина (8.10.1942, 21.02.1945, 6.04.1945, 30.07.1958).
- Пять орденов Красного Знамени (12.04.1942, 27.08.1943, 3.11.1944, 24.08.1948, 22.02.1968).
- Три ордена Суворова 1-й степени (29.07.1944, 18.11.1944, 29.05.1945).
- Орден Кутузова 1-й степени (8.02.1943).
- Орден Суворова 2-й степени (2.10.1943).
- Орден Красной Звезды (16.08.1936).
- Медаль «За оборону Москвы» (1.05.1944).
- Медаль «За оборону Сталинграда» (22.12.1942).
- Медаль «За победу над Германией в Великой Отечественной войне 1941—1945 гг.» (9.05.1945).
- Медаль «Двадцать лет победы в Великой Отечественной войне 1941—1945 гг.» (7.05.1965).
- Медаль «За взятие Берлина» (9.06.1945).
- Медаль «За освобождение Варшавы» (9.06.1945).
- Медаль «В память 800-летия Москвы» (20.09.1947).
- Медаль «XX лет Рабоче-Крестьянской Красной Армии» (22.02.1938).
- Медаль «30 лет Советской Армии и Флота» (22.02.1948).
- Медаль «40 лет Вооружённых Сил СССР» (18.12.1957).
- Медаль «50 лет Вооружённых Сил СССР» (23.02.1968).
- Орден «За воинскую доблесть» IV класса (Польша, 24.04.1946).
- Орден «Крест Грюнвальда» II класса (Польша, 24.04.1946).
- Медаль «За Одру, Нису и Балтику» (Польша, 26.10.1945).
- Медаль «За Варшаву 1939—1945» (Польша, 26.10.1945).
- Медаль «Китайско-советская дружба» (КНР, 23.02.1955).
- Наградное оружие (маузер) от наркома по военным и морским делам СССР (23.02.1928)[4].

## Воинские звания
- Полковник (22.12.1935).
- Комбриг (05.11.1939).
- Генерал-майор артиллерии (04.06.1940).
- Генерал-лейтенант артиллерии (17.11.1942).
- Генерал-полковник артиллерии (19.09.1943).
- Маршал артиллерии (11.03.1955).

## Сочинения
- Казаков В. И. Артиллеристы Советской Армии. — М.: Издательство ДОСААФ, 1956.
- Казаков В. И. Роль артиллерии в защите социалистической Родины. — М., 1959.
- Казаков В. И. На переломе. — М.: Воениздат, 1962. — 192 с.
- Казаков В. И. Артиллерия, огонь! — М., 1972[5].
- Казаков В. И. Огненный шквал. // Битва за Сталинград. 4-е издание. — Волгоград: Нижне-Волжское книжное издательство, 1973. — С.402-421.

## Память

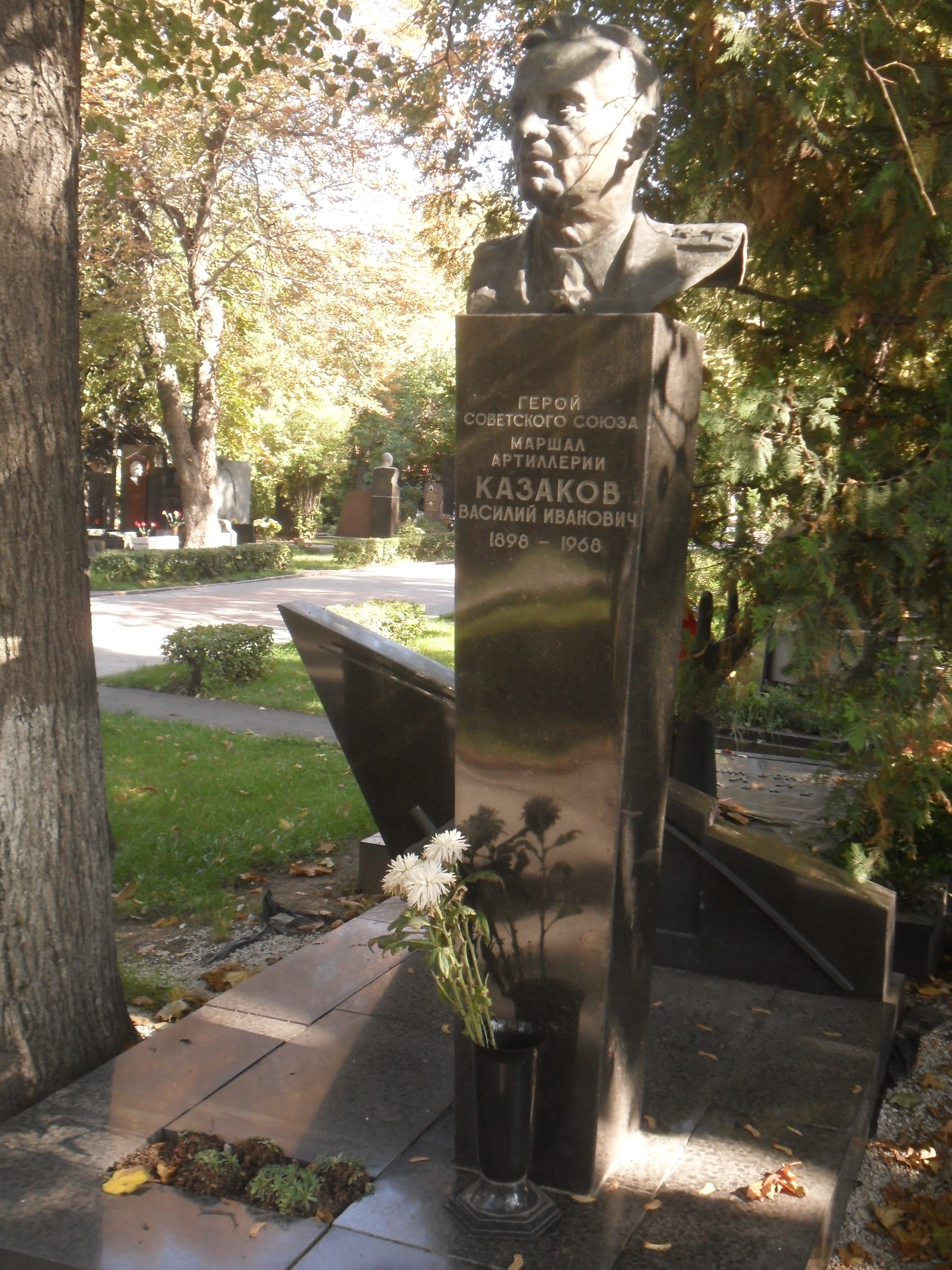
Надгробный памятник на Новодевичьем кладбище Москвы

- Именем маршала названы улицы в Санкт-Петербурге (на одном из домов этой улице установлена мемориальная доска), Нижнем Новгороде, посёлке Бутурлино.
- Имя маршала присвоено 2-м Центральным артиллерийским офицерским курсам, 26 апреля 1976 года, (ныне факультет переподготовки офицерского состава Михайловской артиллерийской академии в Санкт-Петербурге).
- 10 сентября 2015 года 106-му учебному центру войск ПВО (Оренбург) присвоено почётное наименование «имени Героя Советского Союза маршала артиллерии В. И. Казакова»[6]. На территории центра установлен бюст.
- Имя маршала присвоено сельскохозяйственному техникуму в посёлке Бутурлино.
- Имя маршала присвоено Бутурлинской средней общеобразовательной школе Бутурлино.
- Установлена мемориальная доска на здании Высшего артиллерийского командного училища в Санкт-Петербурге, в котором он учился на курсах в 1918 году[7].
- Установлен памятник-обелиск на родине Героя в деревне Филиппово.
- На данный момент осуществляется подготовка к установке бюста в Нижнем Новгороде.
- Установлена мемориальная доска на фасаде дома, где в последние годы жил маршал Ростовская набережная, 5.

## Фильмы
- Документальный фильм «Маршал Казаков. Любовь на линии огня», 2013 год[8].
- Документальный фильм «Василий Казаков» в цикле «Легенды армии» на телеканале «Звезда», 2015 год[9].